# Олімпс (футбольний клуб)
«Олі́мпс» (латис. JFK Olimps) — колишній латвійський футбольний клуб з Риги . Заснований 2005 року.

## Попередні назви
- 2005—2007 — «Олімп»
- 2008 — «Олімп/АСК»
- 2009—2010 — «Олімп/РФШ»
- з 2011 — «Олімп»

## Досягнення
- Фіналіст Кубку Латвії 2007.